# Laquette
La Laquette è un fiume francese che scorre nel dipartimento del Passo di Calais (Alta Francia).
È un affluente del Lys.

## Geografia
Essa nasce a Groeuppe (Bomy) nel Pas-de-Calais, passa a Beaumetz-lès-Aire, Erny-Saint-Julien, Enquin-lez-Guinegatte, Estrée-Blanche, Liettres, Quernes, Witternesse e confluisce nel Lys all'altezza di Aire-sur-la-Lys dopo un percorso di 23,4 chilometri.

## Affluenti
La Laquette ha due affluenti principali: il torrente del Surgeon (9,4 km) e il torrente del Mardyck.

## Idrologia
La portata della Laquette è stata osservata durante un periodo di 28 anni (1981-2009), a Witternesse.
Il bacino idrografico del corso d'acqua è di 86 km2.
La sua portata media interannuale (modulo) è di 0,551 m3/s.
La Laquette presenta delle fluttuazioni di portata abbastanza deboli. Il periodo di piena si sviluppa dalla fine dell'autunno fino alla fine della primavera e provoca una portata media da 0,594 a 0,891 m3/s, da dicembre a maggio incluso (con un picco in gennaio); la portata del periodo di magra può giungere fino a 0,225 m3/s nel mese di settembre.